# Rhododendron rupicola
Rhododendron rupicola är en ljungväxtart som beskrevs av William Wright Smith. Rhododendron rupicola ingår i släktet rododendron, och familjen ljungväxter.

## Underarter
Arten delas in i följande underarter:
- R. r. chryseum
- R. r. muliense

## Bildgalleri

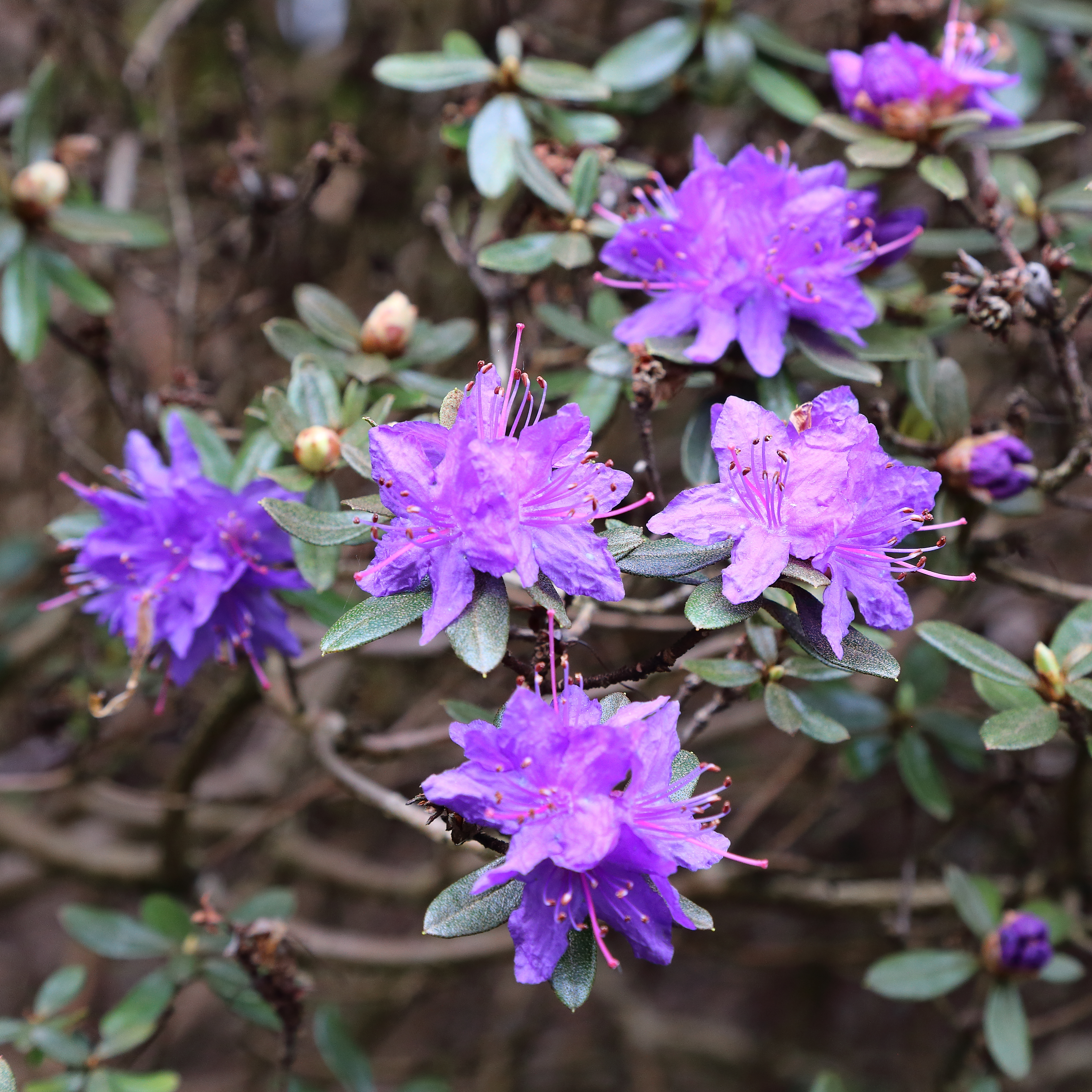
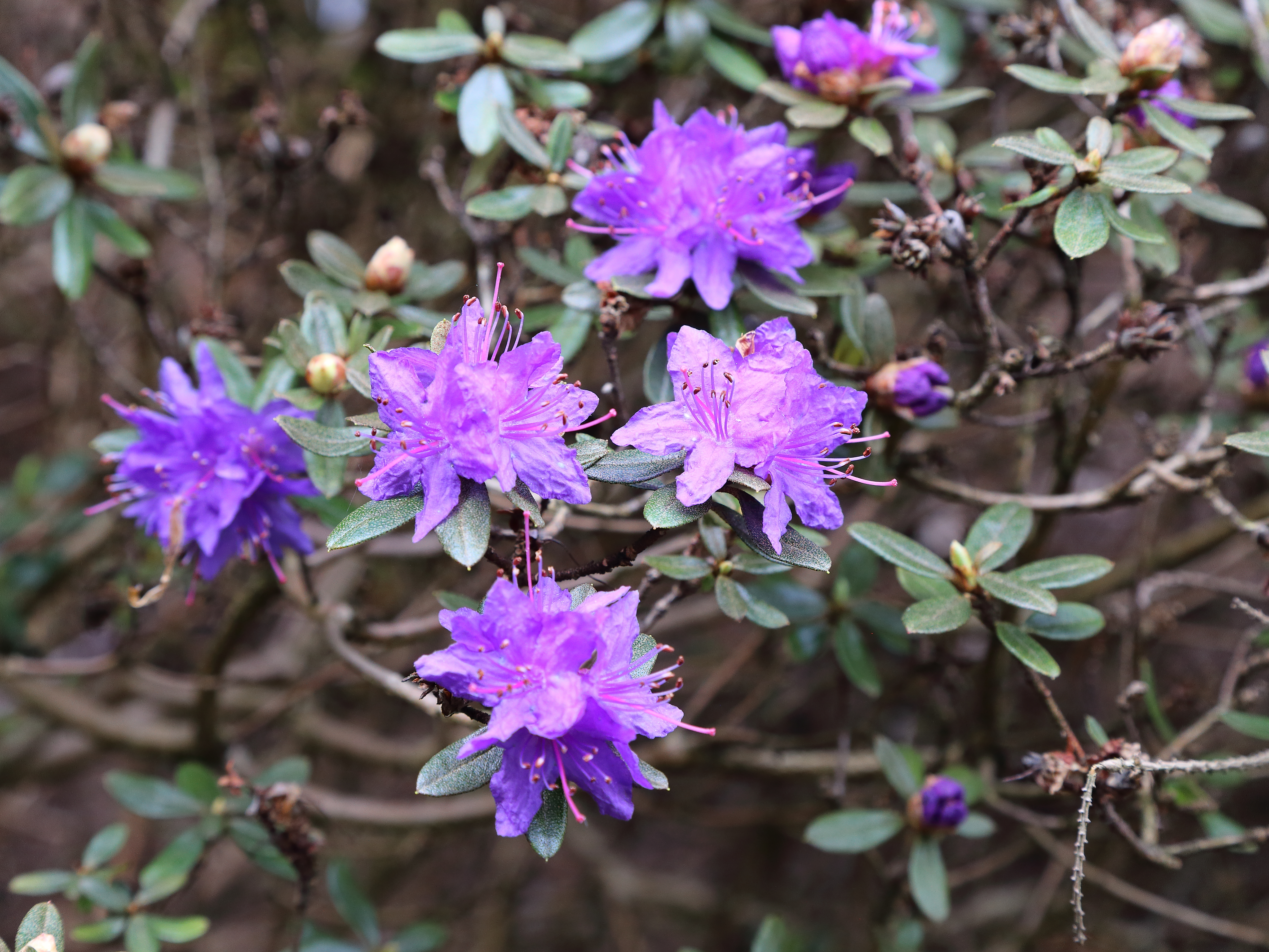